# Южносудански паунд
Южносуданският паунд (на английски: South Sudanese pound) е официалната валута на Република Южен Судан. Дели се на 100 пиастъра. Издава се от националната банка на Южен Судан. В обращение са банкноти от 5, 10 и 25 пиастъра и от 1, 5, 10, 20, 25, 50, 100 и 500 паунда, както и монети от 10, 20 и 50 пиастъра и от 1 и 2 паунда.